# Skit Kazańskiej Ikony Matki Bożej w Moisenay
Skit Kazańskiej Ikony Matki Bożej – prawosławna pustelnia (skit), działająca w ramach Greckiej metropolii Francji Patriarchatu Konstantynopolitańskiego. Znajduje się w miejscowości Moisenay. W 2010 zamieszkiwał w nim jeden mnich.
Do 2018 r. skit podlegał Zachodnioeuropejskiemu Egzarchatowi Parafii Rosyjskich Patriarchatu Konstantynopolitańskiego. Po likwidacji egzarchatu (co miało miejsce 27 listopada 2018 r.), skit nadal – jeszcze w listopadzie 2019 r. – pozostawał w jurysdykcji Patriarchatu Konstantynopolitańskiego. Z późniejszych informacji (styczeń 2020 r.) wynika jednak, że wszedł w skład Arcybiskupstwa Zachodnioeuropejskich Parafii Tradycji Rosyjskiej, przyjmując tym samym zwierzchnictwo Patriarchatu Moskiewskiego.
Przy klasztorze działa ogólnodostępna kaplica pod wezwaniem Kazańskiej Ikony Matki Bożej. Nabożeństwa w niej są odprawiane w języku francuskim, według kalendarza nowojuliańskiego.